# Conde de Ribandar
Conde de Ribandar é um título nobiliárquico criado por D. Carlos I de Portugal, por Decreto de 19 de Setembro de 1890, em favor de Joaquim Mourão Garcês Palha antes 1.º Visconde de Ribandar.
Titulares
1. Joaquim Mourão Garcês Palha, 1.º Visconde e 1.º Conde de Ribandar.

Após a Implantação da República Portuguesa, e com o fim do sistema nobiliárquico, usaram o título: 
1. Joaquim Mourão Garcês Palha, 2.º Conde de Ribandar;
2. Diogo Mourão Garcês Palha, 3.º Conde de Ribandar.